# 代頓鎮區 (阿肯色州錫巴斯琴縣)
代頓鎮區（英語：Dayton Township）是位於美國阿肯色州錫巴斯琴縣的一個行政鎮區。

## 地方資料
代頓鎮區的面積為56.27平方千米，當中陸地面積為55.92平方千米，而水域面積為0.35平方千米。根據2010年美國人口普查的數據，當地共有人口731人，而人口密度為每平方千米12.99人。